# Convocazioni all'European Golden League maschile 2023
Elenco dei giocatori convocati per l'European Golden League 2023.

## Belgio
| N° | Nome                | Ruolo | Data di nascita  | Squadra         |
| -- | ------------------- | ----- | ---------------- | --------------- |
| -  | Emanuele Zanini     | All   | 15 aprile 1965   | -               |
| 1  | Jolan Cox           | O     | 12 luglio 1991   | Maaseik         |
| 10 | Mathijs Desmet      | S     | 28 gennaio 2000  | Padova          |
| 11 | Seppe Van Hoyweghen | P     | 7 ottobre 2000   | Menen           |
| 12 | Seppe Rotty         | S     | 12 marzo 2001    | Roeselare       |
| 13 | Elias Thys          | C     | 20 ottobre 1998  | Maaseik         |
| 14 | Sébastien Dumont    | L     | 18 gennaio 1994  | Axis Guibertin  |
| 18 | Jasper Verhamme     | C     | 18 marzo 2004    | Marke-Webis     |
| 19 | Simon Peeters       | S     | 28 aprile 1997   | Haasrode Leuven |
| 20 | Robbe Van de Velde  | S     | 28 ottobre 2002  | Aalst           |
| 22 | Liam McCluskey      | P     | 16 gennaio 2002  | Orion           |
| 23 | Ferre Reggers       | O     | 18 luglio 2003   | Maaseik         |
| 26 | Martin Perin        | L     | 22 novembre 2002 | Maaseik         |
| 30 | Basil Dermaux       | O     | 9 febbraio 2003  | Menen           |
| 32 | Berre Peters        | S     | 22 maggio 2000   | Haasrode Leuven |
| 33 | Michiel Fransen     | S     | 29 ottobre 2002  | Avoc Achel      |
| 34 | Kobe Verwimp        | L     | 13 gennaio 2005  | Vilvoorde       |

## Croazia
| N° | Nome                  | Ruolo | Data di nascita   | Squadra           |
| -- | --------------------- | ----- | ----------------- | ----------------- |
| -  | Cédric Énard          | All   | 20 marzo 1976     | Charlottenburg    |
| 1  | Tsimafei Zhukouski    | P     | 18 dicembre 1989  | Stal Nysa         |
| 2  | Ante Kulušić          | S     | 30 dicembre 2003  | Mladost Kaštela   |
| 3  | Stipe Perić           | C     | 7 maggio 1997     | Garlasco          |
| 4  | Kruno Nikačević       | C     | 11 gennaio 1996   | Dukla Liberec     |
| 5  | Tino Busak Vidaković  | L     | 5 luglio 2006     | Mursa Osijek      |
| 6  | Bernard Bakonji       | P     | 28 novembre 1997  | Almería           |
| 8  | Sven Jakopec          | C     | 27 febbraio 2005  | HAOK Mladost      |
| 9  | Tino Hanžič           | S     | 24 ottobre 2000   | Lupi Santa Croce  |
| 10 | Filip Šestan          | S     | 6 giugno 1995     | ACH Volley        |
| 11 | Petar Đirlić          | O     | 27 maggio 1997    | Top Volley Latina |
| 12 | Dominik Brčić         | C     | 17 settembre 1997 | -                 |
| 13 | Hrvoje Pervan         | L     | 8 dicembre 1994   | HAOK Mladost      |
| 14 | Marino Marelić        | S     | 16 ottobre 1995   | Saint-Nazaire     |
| 15 | Tomislav Mitrašinović | O     | 14 febbraio 2000  | Kamnik            |
| 17 | Ivan Mihalj           | C     | 23 novembre 1990  | CSKA Sofia        |
| 18 | Petar Višić           | P     | 11 febbraio 1998  | Milano            |
| 19 | Ivan Zeljković        | S     | 31 agosto 1994    | HAOK Mladost      |
| 20 | Gabrijel Cvanciger    | O     | 1º agosto 2003    | HAOK Mladost      |
| 21 | Ivo Mustapić          | P     | 15 marzo 2005     | Mladost Kaštela   |

## Danimarca
| N° | Nome                      | Ruolo | Data di nascita   | Squadra          |
| -- | ------------------------- | ----- | ----------------- | ---------------- |
| -  | Kristian Knudsen          | All   | 1º agosto 1979    | Volero Le Cannet |
| 1  | Nikolaj Hjorth            | S     | 13 marzo 1998     | Fortuna Odense   |
| 3  | Jens Feldthus             | S     | 10 maggio 1998    | NJIT             |
| 5  | Joachim Hesselholt        | C     | 5 novembre 2001   | Salonit Anhovo   |
| 10 | Bertram Rygaard-Rasmussen | P     | 1º agosto 2001    | Gentofte         |
| 11 | Mikkel Hoff               | P     | 15 ottobre 2001   | Aalst            |
| 12 | Kalle Madsen              | S     | 15 aprile 2002    | Waremme          |
| 13 | Tobias Kjær               | S     | 17 luglio 1999    | Limax            |
| 14 | Axel Larsen               | S     | 18 agosto 2004    | Amager           |
| 15 | Simon Uhrenholt           | O     | 17 giugno 2004    | Ikast            |
| 17 | Rasmus Nielsen            | O     | 22 maggio 1994    | M&G              |
| 18 | Rasmus Mikelsons          | C     | 2 maggio 1998     | Gentofte         |
| 20 | Alfred Østergaard         | L     | 10 settembre 2002 | Ikast            |
| 21 | Mads Jensen               | O     | 24 aprile 1999    | Verona           |
| 22 | Oskar Madsen              | S     | 17 gennaio 2000   | Lvi Praha        |

## Estonia
| N° | Nome            | Ruolo | Data di nascita   | Squadra               |
| -- | --------------- | ----- | ----------------- | --------------------- |
| -  | Alar Rikberg    | All   | 11 agosto 1981    | Duo                   |
| 2  | Renet Vanker    | P     | 22 settembre 1998 | Maaseik               |
| 3  | Karli Allik     | S     | 25 settembre 1996 | Vammalan              |
| 8  | Märt Tammearu   | S     | 17 marzo 2001     | Roeselare             |
| 6  | Martti Juhkami  | S     | 6 giugno 1988     | Karlovarsko           |
| 10 | Silver Maar     | L     | 11 febbraio 1999  | Dukla Liberec         |
| 13 | Johan Vahter    | L     | 19 novembre 1995  | TalTech               |
| 16 | Robert Viiber   | P     | 31 gennaio 1997   | Universitatea Craiova |
| 18 | Alex Saaremaa   | C     | 18 dicembre 2000  | Aalst                 |
| 19 | Andri Aganits   | C     | 7 settembre 1993  | TalTech               |
| 21 | Stefan Kaibald  | S     | 19 maggio 1997    | Aich/Dob              |
| 22 | Markkus Keel    | P     | 18 agosto 1995    | Duo                   |
| 25 | Valentin Kordas | O     | 31 dicembre 1998  | Motta                 |
| 27 | Markus Uuskari  | O     | 22 aprile 1997    | APOEL                 |
| 28 | Timo Lõhmus     | S     | 30 maggio 2001    | Duo                   |
| 30 | Marx Aru        | C     | 8 novembre 2002   | TalTech               |
| 32 | Mihkel Varblane | C     | 12 dicembre 1999  | Tirol                 |

## Finlandia
| N° | Nome              | Ruolo | Data di nascita  | Squadra           |
| -- | ----------------- | ----- | ---------------- | ----------------- |
| -  | Joel Banks        | All   | 3 aprile 1975    | -                 |
| 1  | Antti Ronkainen   | S     | 11 agosto 1996   | Charlottenburg    |
| 2  | Nooa Marttila     | S     | 3 luglio 2005    | Hurrikaani-Loimaa |
| 3  | Jiri Hänninen     | S     | 12 maggio 1998   | Menen             |
| 6  | Petteri Tyynismaa | C     | 5 agosto 2003    | Akaa              |
| 7  | Niko Suihkonen    | S     | 11 aprile 1999   | Plessis-Robinson  |
| 8  | Voitto Köykkä     | L     | 9 luglio 1999    | Giesen            |
| 9  | Santeri Välimaa   | P     | 11 gennaio 2001  | Hurrikaani-Loimaa |
| 10 | Luka Marttila     | S     | 30 giugno 2003   | Milano            |
| 11 | Miika Haapaniemi  | C     | 6 febbraio 2004  | Hurrikaani-Loimaa |
| 12 | Aaro Nikula       | O     | 23 marzo 1999    | Benfica           |
| 13 | Joonas Jokela     | O     | 12 dicembre 1998 | Raision Loimu     |
| 15 | Miro Leinonen     | C     | 29 novembre 2000 | Hurrikaani-Loimaa |
| 17 | Severi Savonsalmi | C     | 21 agosto 2000   | Hurrikaani-Loimaa |
| 19 | Niklas Breilin    | L     | 8 settembre 1999 | VDK Gent          |
| 21 | Fedor Ivanov      | P     | 1º dicembre 2000 | Giesen            |

## Macedonia del Nord
| N° | Nome               | Ruolo | Data di nascita   | Squadra           |
| -- | ------------------ | ----- | ----------------- | ----------------- |
| -  | Joško Milenkoski   | All   | 9 gennaio 1962    | PAOK              |
| 1  | Darko Angelovski   | L     | 4 febbraio 1994   | -                 |
| 2  | Ǵorǵi Ǵorǵiev      | P     | 22 maggio 1992    | Hatay BB          |
| 4  | Nikola Ǵorǵiev     | S     | 23 luglio 1988    | ACH Volley        |
| 5  | Vlado Milev        | S     | 9 maggio 1987     | Strumica          |
| 6  | Kostadin Richliev  | L     | 21 marzo 2000     | Strumica          |
| 7  | Slave Nakov        | C     | 25 agosto 1994    | Strumica          |
| 8  | Aleksandar Ljaftov | S     | 15 agosto 1990    | Al-Ibtisam        |
| 9  | Filip Lepidovski   | C     | 5 dicembre 2002   | Borec Veles       |
| 10 | Angel Boshkov      | S     | 11 gennaio 2002   | Šoštanj Topolšica |
| 11 | Filip Despotovski  | P     | 2 luglio 1986     | Strumica          |
| 13 | Stojan Iliev       | S     | 3 marzo 1999      | Hapoël Kfar Saba  |
| 14 | Ivan Andonov       | C     | 22 ottobre 1989   | -                 |
| 15 | Filip Madjunkov    | C     | 18 marzo 1996     | Aich/Dob          |
| 17 | Luka Kostikj       | S     | 12 ottobre 2001   | Borec Veles       |
| 18 | Vase Mihailov      | S     | 15 settembre 1986 | Strumica          |
| 20 | Filip Savovski     | C     | 4 agosto 2002     | Novi Sad          |

## Portogallo
| N° | Nome               | Ruolo | Data di nascita   | Squadra         |
| -- | ------------------ | ----- | ----------------- | --------------- |
| -  | João José          | All   | 7 giugno 1978     | -               |
| 1  | Miguel Sinfrónio   | C     | 18 marzo 1999     | Leixões         |
| 2  | José Belo          | C     | 5 dicembre 1999   | Leixões         |
| 4  | Filip Cvetićanin   | C     | 16 giugno 1996    | SCM Zalău       |
| 5  | Gonçalo Sousa      | L     | 28 gennaio 2002   | Esmoriz         |
| 6  | Alexandre Ferreira | S     | 13 novembre 1991  | Fenerbahçe      |
| 7  | Ivo Casas          | L     | 21 settembre 1991 | Benfica         |
| 8  | Bruno Dias         | P     | 25 luglio 2003    | Esmoriz         |
| 9  | Nuno Marques       | S     | 6 giugno 2003     | Viana           |
| 10 | José Neves         | C     | 14 marzo 2001     | -               |
| 11 | Miguel Cunha       | S     | 18 agosto 1997    | Vitória         |
| 12 | Lourenço Martins   | S     | 30 aprile 1997    | Saint-Nazaire   |
| 13 | José Pinto         | O     | 21 giugno 1997    | Esmoriz         |
| 15 | Miguel Tavares     | P     | 2 marzo 1993      | Warta Zawiercie |
| 16 | Bruno Cunha        | O     | 18 agosto 1997    | Impavida Ortona |
| 17 | José Andrade       | C     | 21 agosto 1999    | Esmoriz         |
| 18 | André Pereira      | S     | 10 settembre 2003 | Leixões         |

## Rep. Ceca
| N° | Nome           | Ruolo | Data di nascita   | Squadra          |
| -- | -------------- | ----- | ----------------- | ---------------- |
| -  | Jiří Novák     | All   | 19 novembre 1974  | Karlovarsko      |
| 3  | Daniel Pfeffer | L     | 27 aprile 1990    | Karlovarsko      |
| 5  | Adam Zajíček   | C     | 25 febbraio 1993  | Karlovarsko      |
| 6  | Milan Moník    | L     | 15 marzo 1988     | Lvi Praha        |
| 7  | Jiří Benda     | S     | 16 novembre 2003  | Frýdek-Místek    |
| 9  | Luboš Bartůněk | P     | 24 maggio 1990    | Kaposvár         |
| 11 | Lukáš Vašina   | S     | 6 luglio 1999     | Skra Bełchatów   |
| 12 | Martin Licek   | S     | 5 gennaio 1995    | České Budějovice |
| 14 | Daniel Čech    | S     | 6 aprile 1997     | Lvi Praha        |
| 16 | Jiří Srb       | P     | 10 giugno 2000    | Ústí nad Labem   |
| 17 | Marek Šotola   | O     | 5 novembre 1999   | Charlottenburg   |
| 18 | Jakub Janouch  | P     | 13 giugno 1990    | Lvi Praha        |
| 20 | Petr Spulak    | C     | 1º maggio 2002    | Kladno           |
| 21 | Simon Bryknar  | P     | 12 settembre 2003 | Dukla Liberec    |
| 22 | Jakub Klajmon  | C     | 20 febbraio 2003  | Tours            |
| 23 | Patrik Indra   | O     | 8 dicembre 1997   | Chaumont         |
| 25 | Josef Polák    | C     | 11 febbraio 1999  | České Budějovice |

## Romania
| N° | Nome                | Ruolo | Data di nascita   | Squadra               |
| -- | ------------------- | ----- | ----------------- | --------------------- |
| -  | Sergiu Stancu       | All   | 4 agosto 1982     | Arcada Galați         |
| 1  | Bela Bartha         | C     | 19 ottobre 2000   | Dinamo Bucarest       |
| 2  | Mircea Peța         | S     | 2 aprile 1994     | Steaua Bucarest       |
| 4  | Sergio Diaconescu   | L     | 28 giugno 1996    | Universitatea Craiova |
| 6  | Claudiu Dumitru     | P     | 29 marzo 1995     | Steaua Bucarest       |
| 7  | Rareș Bălean        | S     | 8 luglio 1997     | Dinamo Bucarest       |
| 8  | Marius Iftime       | S     | 26 luglio 1995    | Steaua Bucarest       |
| 9  | Adrian Aciobăniţei  | S     | 24 agosto 1997    | Chaumont              |
| 10 | Cristian Bartha     | P     | 29 novembre 1985  | Rapid Bucarest        |
| 11 | Gabriel Cherbeleață | O     | 4 maggio 1991     | Dinamo Bucarest       |
| 12 | Marian Bala         | S     | 12 marzo 1990     | Arcada Galați         |
| 13 | Alexandru Rață      | O     | 11 luglio 2000    | Arcada Galați         |
| 15 | Andrei Butnaru      | C     | 9 febbraio 1998   | Arcada Galați         |
| 16 | David Dinculescu    | S     | 30 agosto 2004    | Rapid Bucarest        |
| 17 | Vlad Kantor         | L     | 3 maggio 1995     | Arcada Galați         |
| 19 | Robert Călin        | C     | 1º settembre 2000 | Universitatea Craiova |
| 30 | Robert Vologa       | C     | 11 giugno 1996    | Steaua Bucarest       |

## Slovacchia
| N° | Nome               | Ruolo | Data di nascita   | Squadra             |
| -- | ------------------ | ----- | ----------------- | ------------------- |
| -  | Steven Vanmedegael | All   | 16 giugno 1986    | Roeselare           |
| 1  | Matúš Krajčo       | L     | 15 novembre 1998  | Spartak Komárno     |
| 2  | Lukáš Smolej       | S     | 16 novembre 1998  | Prešov              |
| 3  | Patrik Lamanec     | O     | 28 dicembre 1995  | Karlovarsko         |
| 5  | Matúš Jalovecký    | P     | 18 marzo 1997     | VKP Bratislava      |
| 6  | Filip Palgut       | P     | 23 settembre 1991 | Montana             |
| 7  | Michal Zeman       | C     | 10 aprile 2001    | Spartak Myjava      |
| 8  | Peter Ondrovič     | C     | 28 marzo 1995     | České Budějovice    |
| 9  | Patrik Pokopec     | S     | 23 aprile 1998    | Benátky nad Jizerou |
| 10 | Marián Vitko       | L     | 10 febbraio 1994  | Slávia Svidník      |
| 13 | Jakub Ihnát        | S     | 22 ottobre 1996   | Karlovarsko         |
| 14 | Šimon Krajčovič    | C     | 28 giugno 1996    | Dukla Liberec       |
| 17 | Andrej Billich     | C     | 18 giugno 2002    | VKP Bratislava      |
| 19 | Filip Gavenda      | O     | 13 gennaio 1996   | Dukla Liberec       |
| 20 | Branislav Skasko   | S     | 4 novembre 2005   | Slávia Svidník      |
| 21 | Samuel Goč         | P     | 22 settembre 1999 | Prešov              |
| 22 | Július Firkaľ      | S     | 14 gennaio 1998   | Barkom-Kažany       |
| 23 | Tobiáš Viskup      | O     | 7 ottobre 2002    | Spartak Myjava      |

## Turchia
| N° | Nome             | Ruolo | Data di nascita   | Squadra           |
| -- | ---------------- | ----- | ----------------- | ----------------- |
| -  | Alberto Giuliani | All   | 25 dicembre 1964  | Olympiakos        |
| 1  | Kaan Gürbüz      | O     | 16 agosto 2001    | Fenerbahçe        |
| 5  | Burak Güngör     | S     | 28 luglio 1993    | Galatasaray       |
| 6  | Arda Bostan      | P     | 13 gennaio 2002   | Fenerbahçe        |
| 7  | Bedirhan Bülbül  | C     | 29 luglio 1999    | Ziraat Bankası    |
| 8  | Burutay Subaşı   | S     | 15 luglio 1990    | Arkas             |
| 9  | Mirza Lagumdžija | S     | 18 maggio 2001    | Arkas             |
| 10 | Arslan Ekşi      | P     | 17 luglio 1985    | Ziraat Bankası    |
| 11 | Yiğit Gülmezoğlu | S     | 28 dicembre 1995  | Halkbank          |
| 12 | Adis Lagumdžija  | O     | 29 marzo 1999     | Modena            |
| 14 | Faik Güneş       | C     | 27 maggio 1993    | Ziraat Bankası    |
| 15 | Marko Matić      | C     | 22 maggio 1995    | Halkbank          |
| 19 | Berkay Bayraktar | L     | 1º gennaio 1998   | Ziraat Bankası    |
| 20 | Efe Bayram       | S     | 1º marzo 2002     | Top Volley Latina |
| 23 | Ahmet Tümer      | C     | 15 settembre 2001 | Fenerbahçe        |
| 53 | Volkan Döne      | L     | 19 febbraio 1987  | Halkbank          |
| 77 | Emre Savaş       | C     | 7 marzo 1995      | Fenerbahçe        |

## Ucraina
| N° | Nome              | Ruolo | Data di nascita  | Squadra            |
| -- | ----------------- | ----- | ---------------- | ------------------ |
| -  | Uģis Krastiņš     | All   | 16 maggio 1970   | Barkom-Kažany      |
| 1  | Tymofij Polujan   | S     | 10 gennaio 1998  | Akkuş              |
| 2  | Maksym Drozd      | C     | 5 agosto 1991    | Epicentr-Podoljany |
| 5  | Oleh Plotnyc'kyj  | S     | 5 giugno 1997    | Sir Safety Perugia |
| 7  | Jurij Synycja     | P     | 22 agosto 1993   | Develi             |
| 8  | Dmytro Ter'omenko | C     | 1º febbraio 1987 | Tours              |
| 10 | Jurij Semenjuk    | C     | 12 maggio 1994   | Projekt Warszawa   |
| 11 | Dmytro Kanajev    | L     | 3 ottobre 1997   | Barkom-Kažany      |
| 13 | Vasyl' Tupčij     | O     | 13 gennaio 1992  | Barkom-Kažany      |
| 14 | Illja Koval'ov    | S     | 31 agosto 1996   | Cuprum Lubin       |
| 15 | Vitalij Ščytkov   | P     | 25 novembre 1991 | Prometej           |
| 16 | Vitalii Kučer     | S     | 27 ottobre 1997  | Barkom-Kažany      |
| 17 | Oleksandr Bojko   | L     | 17 dicembre 2002 | Prometej           |
| 21 | Evhen Kisiljuk    | S     | 27 gennaio 1995  | Epicentr-Podoljany |
| 27 | Vladyslav Ščurov  | C     | 27 aprile 2001   | Barkom-Kažany      |